# Vincenzo Terranova
Vincenzo «the Tiger of Harlem» Terranova (15 de mayo de 1886 – 8 de mayo de 1922) fue un gánster y una de las primeras figuras de la Mafia ítaloestadounidense en los Estados Unidos. Sucedió a Nicholas Morello como jefe de la pandilla Morello en 1916 y fue sucedido como tal en 1922 por Giuseppe Masseria. Actuó como jefe y subjefe de la familia criminal Morello, hoy conocida como la familia criminal Genovese, la más antigua de las Cinco Familias de Nueva York.
Terranova nació en Corleone, Sicilia en 1886. Fue el primer hijo de Bernardo Terranova, miembro de la Mafia en Corleone, y su esposa Angelina Piazza. Angelina tuvo un hijo de un matrimonio previo, Giuseppe Morello, y luego daría a luz a los otros dos hermanos de Vincenzo, Ciro Terranova y Nicolo Terranova. Todos emigraron a los Estados Unidos, llegando a la ciudad de Nueva York el 8 de marzo de 1893. Giuseppe Morello emigró a Nueva York el año previo y en los años 1890 fundó una pandilla conocida como la «pandilla de la calle 107», que evolucionaría hasta formar la familia criminal Morello. Su tres medio hermanos se le unirían eventualmente. 

## Muerte
El 8 de mayo de 1922, Vincenzo Terranova fue tiroteado desde un automóvil en movimiento cerca de su casa en la calle 116 este en Manhattan. El asesinato de Terranova es generalmente atribuido a Umberto Valenti, un notorio sicario de la familia criminal D’Aquila que estaba intentando tomar control de la familia.
Vincenzo y sus tres hermanos yacen en tumbas sin lápida en el Calvary Cemetery en Queens, no muy lejos de la tumba de Joe Petrosino, quien los investigó y otros miembros de la familia criminal Morello tales como Ignazio «Lupo the Wolf» Lupo.